# Hemioplisis semibrunnea
Hemioplisis semibrunnea là một loài bướm đêm trong họ Geometridae.